# کاربامات

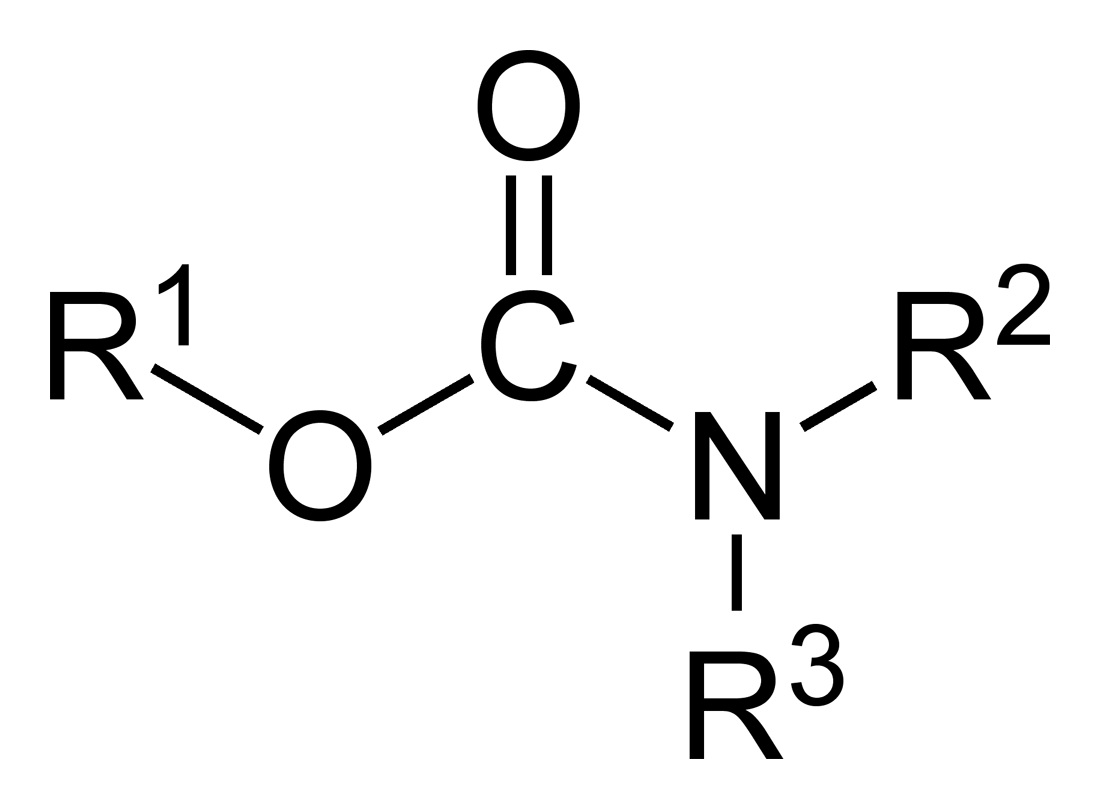
ساختار شیمیایی کاربامات‌ها.

کاربامات‌ها (انگلیسی: Carbamate) مشتقات اسید کاربامیک هستند که دارای دو خصوصیت عمده هستند: نخست اینکه تأثیر آنها سریع است(کاربامات ها معمولاً دیر اثر هستند و فقط چندمدل از آنها تاثیر سریع دارند و سمیت آنها بر روی پستانداران کمتر از دیگر سموم است) و دوم اینکه در بدن موجودات زنده و گیاهان به سرعت تجزیه می‌شوند و از تجمع خطرناک باقیمانده این ترکیبات جلوگیری می‌شود.
نحوه تأثیر کاربامات‌ها مشابه ترکیبات ارگانوفسفره است یعنی از عمل طبیعی آنزیم استیل کولین استراز در محل سیناپس‌های عصبی جلوگیری کرده باعث تجمع استیل کولین می‌شود و موجبات مسمومیت و مرگ موجود زنده را فراهم می‌سازد.